# Vilmos Aba Novák

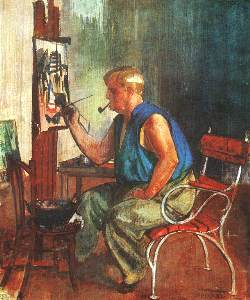
Autorretrato

Vilmos Aba Novák (Budapest, 15 de marzo de 1894 – ibidem, 29 de septiembre de 1942) fue un pintor y grabador húngaro.
Su madre, Rosa Waginger, era originaria de Viena y su padre era Gyul Novák. Comenzó a trabajar con Adolf Fényes y estudió en la Universidad de Bellas Artes de Hungría donde más tarde sería profesor.
Tras su servicio militar, estuvo en el Frente oriental (Primera Guerra Mundial).
Fue alumno de Carol Ferenczy y Viktor Olgycey y vivió en Italia y París. Su pintura recuerda al expresionismo. La mayor parte de ellas son a témpera. De él también hay frescos importantes en Szeged o Budapest.